# Бельвиньи
Бельвиньи (фр. Bellevigny) — новая коммуна на западе Франции, регион Пеи-де-ла-Луар, департамент Вандея, округ Ла-Рош-сюр-Йон, кантона Эзне. Расположена в 9 км к северу от Ла-Рош-сюр-Йона и в 51 км к югу от Нанта, в 18 км от автомагистрали А87. В центре коммуны расположена железнодорожная станция Бельвиль линии Нант-Сент.
Население (2019) — 6 095 человек.

## История
Коммуна образована 1 января 2016 года путем слияния коммун Бельвиль-сюр-Ви и Салиньи. Центром коммуны является Бельвиль-сюр-Ви. От него к новой коммуне перешли почтовый индекс и код INSEE. На картах в качестве координат Бельвиньи указываются координаты Бельвиль-сюр-Ви.
Бельвиль впервые упоминается в хрониках в 935 году. Он принадлежал семейству де Бельвиль, построившему здесь замок и владевшему им до 1320 года. Жанна де Бельвиль, наследница последнего сеньора, была женой Оливье IV де Клиссона, казненного по приказу французского короля Филиппа VI в 1343 году за сдачу англичанам бретонского города Ванн. Овдовевшая Жанна, мстя за мужа, командовала каперским судном, действуя против французов, а затем бежала в Англию.
Примерно в 1850 году в Бельвиле было построено нынешнее здание мэрии из камней разрушенного средневекового замка. От церкви XII века сохранился только портал, состоящий из четырёх концентрических овальных арок.
В течение 1793 года Бельвиль был центром Вандейского мятежа. Генерал Шаретт основал здесь свою штаб-квартиру, из которой вел беспощадную войну с «синими». Именно здесь в августе 1795 года по его приказу были убиты несколько сотен безоружных пленных республиканцев.

## Достопримечательности
- Церковь Святой Анны с порталом XVI века
- Неоготическая церковь Успения Богородицы (Notre-Dame-de-l’Assomption) 1860—1890 годов в Салиньи

## Экономика
Структура занятости населения:
- сельское хозяйство — 2,0 %
- промышленность — 23,6 %
- строительство — 9,0 %
- торговля, транспорт и сфера услуг — 48,1 %
- государственные и муниципальные службы — 17,4 %

Уровень безработицы (2018) — 6,8 % (Франция в целом — 13,4 %, департамент Вандея — 10,5 %). 

Среднегодовой доход на 1 человека, евро (2019) — 22 530 (Франция в целом — 21 730, департамент Вандея — 21 550).

## Администрация
Пост мэра Бельвиньи с 1 января 2016 года занимает Режи Плиссон (Régis Plisson), до этого бывший мэром Бельвиль-сюр-Ви. На муниципальных выборах 2020 года возглавляемый им независимый список был единственным.
| Период | Период | Фамилия      | Партия | Примечания      |
| ------ | ------ | ------------ | ------ | --------------- |
| 2016   |        | Режи Плиссон |        | директор завода |

## Галерея
- Портал церкви Святой Анны
- Церковь Успения Богородицы